# Pseudarchaster myobrachius
Pseudarchaster myobrachius is een kamster uit de familie Pseudarchasteridae.
De wetenschappelijke naam van de soort werd in 1906 gepubliceerd door Walter Kenrick Fisher.